# Rolling Steady
El álbum Rolling Steady (The 1983 Music Mountain Sessions) es el undécimo álbum de estudio de la banda jamaicana de ska The Skatalites. Contó con la participación de sus miembros originales y con nuevas incorporaciones, pero está vez fue grabado y mezclado por un sello independiente, dejando de lado el trabajo que durante años la banda había hecho con sellos como Studio One, Island Records o Top Deck.

## Historia
En 1983, la banda se volvió a formar por segunda vez, reuniendo a todos los miembros originales pero con la incorporación del trombonista Calvin Cameron, quien tomaría el lugar del fallecido Don Drummond.  
La emoción por su regreso era palpable, y su aparición en el festival Reggae Sunsplash de ese año como teloneros de Peter Tosh fue recibida con exultante alegría por parte de los fans. Pero antes de que los Skatalites subieran al escenario, entraron en el recién inaugurado estudio Music Mountain para una sesión de ensayo y grabación con el promotor/productor Tony Owens, la cual tenía contemplada la grabación de 11 pistas. 
No está del todo claro qué sucedió en esas sesiones, pero parece que después de 5 días de grabación los miembros de la banda se pelearon. Para entonces, 9 temas ya estaban más o menos completos y en los 2 restantes no se grabaron partes de instrumentos de viento.   
Sin embargo, las cintas de las sesiones de Owens permanecieron en manos de Jackie Mittoo , quien finalmente se las devolvió al productor. Dos décadas después, Owens se las pasó a Motion Records que, después de una minuciosa restauración de las cintas deterioradas y una remasterización, finalmente puso estas grabaciones a disposición del público como Rolling Steady.

## Lista de canciones
| N.º   | Título                 | Letras            | Duración |  |
| 1.    | «We Nah Sleep»         |                   | 5:58     |  |
| 2.    | «Contention»           |                   | 4:44     |  |
| 3.    | «Big Trombone»         | feat. Lord Tanamo | 4:28     |  |
| 4.    | «Away From Home»       |                   | 5:51     |  |
| 5.    | «Idler's Rest»         |                   | 3:59     |  |
| 6.    | «Rolling Steady»       |                   | 4:30     |  |
| 7.    | «Devil's Triangle»     |                   | 6:28     |  |
| 8.    | «The Master's Call»    |                   | 3:35     |  |
| 9.    | «Absent Without Leave» |                   | 3:31     |  |
| 43:07 |                        |                   |          |  |